# Поп Богомил
Поп Богомил (или Богумил) је био хришћански свештеник и религиозни мислилац из Македоније, који се сматра оснивачем богомилског учења. Живео је у 10. веку за владавине бугарског цара Петра I (927-968).
Поп Богумил је највероватније најпре био православни свештеник, словенске народности, који је своје науковање започео у Македонији, која је тада била у саставу Бугарског царства, да би потом учинио Филопопољ у Тракији (данашњи Пловдив) центром својих активности. Проповедао је учење, које је називао изворним хришћанским учењем, оснивајући црквене општине широм Балкана. Критиковао је исквареност цркве и свештенике који теже материјалним добрима. Говорио је да је материју и видљиви свет, створио Ђаво, а људску душу и све духовно Бог, због чега се његово учење данас назива дуализмом. У „синодику бугарског цара Борила“ се спомиње да је поп Богомил имао ученика Михаила, као и неколицину следбеника, међу којима су били Тодор, Стефан, Добри, Василије и Петар, који су сви анатемисани од цркве.
Аутор је неколицине апокрифних књига на словенском језику, које су углавном спаљене. У индексу забрањених књига у руском зборнику из XVI века, поп Богомил је наведен као аутор јеретичких књига у Бугарској. У другом индексу, који је саставио руски митрополит Зосим (1490—1494) се спомиње поп Богомил као учитељ попа Јеремије, такође писца апокрифа. У трећем индексу, састављеном у XVI веку, имена попа Јеремије и попа Богомила су дата једно уз друго. У четвртом индексу Богомил је наведен као аутор апокрифа „Крсно дрво“, што је вероватно погрешно, јер се писцем сматра поп Јеремија.
Верује се да је осуђен због јереси и погубљен крајем 10. века, после 972. године, када се спомиње у Козминој Беседи на јерес.
Поједини истраживачи оспоравају његово постојање, сматрајући га митском личношћу, док га други поистовећују са попом Јеремијом, сматрајући да се тако звао пре него што је почео да проповеда, да би касније узео име поп Богумил, односно поп Јеремија Богумил.